# 巴西共产党
巴西共产党（葡萄牙語：Partido Comunista do Brasil），简称巴西共（PCdoB），是巴西的一个共产主义政党。

## 歷史
1962年2月18日，在中苏交恶的背景下，巴西的共产党发生分裂，党内的亲中派另建巴西共产党，若昂·阿马佐纳斯任首任全国主席。
1964年，巴西开始进入军政府独裁统治时期，该党被军政府取缔，被迫转入地下。1966年—1975年，该党在巴西北部戈亚斯州（今属托坎廷斯州）的阿拉瓜亚河流域开展游击战，以失败告终。1978年中阿决裂后，该党追随阿尔巴尼亚劳动党，与中国共产党决裂，抛弃毛主义，转而奉行霍查主义意识形态，直到1991年阿尔巴尼亚劳动党瓦解。1985年5月軍政府垮台後，该党恢复公开活动，并重新合法化。1992年该党举行“八大”后，抛弃斯大林主义路线，转而向“古典马克思主义”靠拢，并同古巴共产党恢复联系。2002年劳工党执政后，该党参加执政联盟。
2018年9月11日，根据巴西共产党与劳工党达成的协议，巴西共产党党员曼努埃拉·达阿维拉成为劳工党总统候选人费尔南多·阿达的竞选搭档，竞选巴西副总统。费尔南多·阿达最终败给极右翼总统候选人雅伊尔·博索纳罗。

## 历任全国主席
- 若昂·阿马佐纳斯（1962年—2001年12月11日）
- 雷纳托·拉贝洛（英语：Renato Rabelo）（2001年12月11日—2015年5月31日）
- 卢西亚娜·桑托斯（2015年5月31日至今）